# Hlivištia
Hlivištia je naseljeno mjesto u okrugu Sobrance u Košickom kraju u Slovačkoj.

## Stanovništvo
| Godina:     | 1993. | 2003.    | 2013.   | 2023.   |
| ----------- | ----- | -------- | ------- | ------- |
| Broj ljudi: | 426   | 370      | 381     | 358     |
| Razlika:    |       | -13,14 % | +2,97 % | -6,03 % |

| Godina:     | 2022. | 2023.   |
| ----------- | ----- | ------- |
| Broj ljudi: | 360   | 358     |
| Razlika:    |       | -0,55 % |

Prema podatcima o broju stanovnika iz 2023. godine naselje je imalo 358 stanovnika.

## Vanjske poveznice
|  | Zajednički poslužitelj ima još gradiva o temi Hlivištia |

- Službena stranica naselja (sl.)